# Thomas Butler (football)
Pour les articles homonymes, voir Thomas Butler et Butler.
Thomas Butler, né le 25 avril 1981 à Dublin, est un footballeur international irlandais. Il évolue au poste de milieu de terrain. Maintenant il est entraîneur du Newcastle United Women's Football Club.

## Biographie
En 1999, Thomas Butler, alors âgé de 18 ans, participe à la Coupe du monde des moins de 20 ans où il représente l'Irlande. Son exposition médiatique lui vaut d'être repéré par un club anglais de Premiership, Sunderland, qui le recrute. Lors de la première saison qu'il joue avec Sunderland (1999-2000), il participe essentiellement aux matchs de l'équipe réserve, même s'il joue deux matchs avec l'équipe première. Un prêt à Darlington, qui évolue en Division Three (4e division anglaise), lui permet d'engranger de l'expérience, mais à mi-saison il doit retourner à Sunderland, Darlington n'ayant pas prolongé la durée de son prêt. Il participe à 4 rencontres sous les couleurs de Sunderland avant la trêve.
Dès lors, les saisons qu'il passe à Sunderland ne lui permettent pas de jouer de nombreuses rencontres (37 en 5 saisons), mais lui donnent l'opportunité d'être intégré à l'équipe de république d'Irlande avec laquelle il joue deux matchs entre 2002 et 2003.
Pour des raisons personnelles non dévoilées, Butler quitte Sunderland à la fin de la saison 2003-2004, faisant part de son intention de quitter le football professionnel. Après quelques mois en Irlande, il passe un essai concluant dans le club écossais de Dunfermline qui décide de le recruter. Il y joue 14 matchs mais son contrat initial d'une saison n'est pas prolongé, le forçant à retourner en Irlande.
Le club de Hartlepool United se manifeste pour le recruter et, après un contrat préliminaire court, le fait signer pour une durée plus longue. 18 mois plus tard, alors que le club est relégué en 4e division, Butler quitte le club et signe pour Swansea City. Malgré un premier match qui se solde par une défaite (Swansea-Cheltenham 1-2) au cours duquel Butler frappe sur la barre, il devient titulaire dans l'équipe les quatre saisons qui suivent.
Néanmoins, l'arrivée à la tête de l'équipe de Brendan Rodgers à l'été 2010 lui pose des problèmes. Rodgers ne lui accordant pas sa confiance, Butler n'apparaît plus dans les matchs que joue l'équipe. Pourtant, à l'issue de la saison 2010-2011 qui voit la montée de Swansea en Premier League, il signe un nouveau contrat avec le club.

## Palmarès
Swansea City
- League One
  - Vainqueur : 2008.

## Statistiques
| Saison      | Club              | Pays                    | Championnat        | Coupes nationales | Sélection République d'Irlande |
| ----------- | ----------------- | ----------------------- | ------------------ | ----------------- | ------------------------------ |
| 1999 - 2000 | Sunderland        | Premiership             | 1 match            | 1 match           | -                              |
| 2000 - 2001 | Darlington        | Division Three          | 8 matchs           | 2 matchs          | -                              |
| 2000 - 2001 | Sunderland        | Premiership             | 4 matchs           | -                 | -                              |
| 2001 - 2002 | Sunderland        | Premiership             | 7 matchs           | -                 | -                              |
| 2002 - 2003 | Sunderland        | Premiership             | 7 matchs           | 1 match           | 2 matchs                       |
| 2003 - 2004 | Sunderland        | Division One            | 12 matchs          | 2 matchs          | -                              |
| 2004 - 2005 | Dunfermline       | Scottish Premier League | 12 matchs          | 2 matchs          | -                              |
| 2004 - 2005 | Hartlepool United | League One              | 11 matchs / 1 but  | -                 | -                              |
| 2005 - 2006 | Hartlepool United | League One              | 28 matchs / 1 but  | 5 matchs / 1 but  | -                              |
| 2006 - 2007 | Swansea City      | League One              | 30 matchs / 1 but  | 7 matchs / 2 buts | -                              |
| 2007 - 2008 | Swansea City      | League One              | 42 matchs / 6 buts | 8 matchs          | -                              |
| 2008 - 2009 | Swansea City      | Championship            | 29 matchs / 1 but  | 3 matchs          | -                              |
| 2009 - 2010 | Swansea City      | Championship            | 25 matchs / 1 but  | -                 | -                              |
| 2010 - 2011 | Swansea City      | Championship            | -                  | -                 | -                              |
| 2011 - 2012 | Swansea City      | Premier League          | -                  | -                 | -                              |

Dernière mise à jour le 5 septembre 2011